# Avengers
The Avengers (på dansk også kendt som Alliancen[kilde mangler]) er en amerikansk tegneserie skabt af Jack Kirby og Stan Lee i 1963. Serien udgives af Marvel Comics. The Avengers er en superheltegruppe med varierende sammensætning, men som normalt består af flere af Marvels mest kendte superhelte, som Captain America, Thor og Iron Man. Serien blev startet som en konkurrent til DC Comics' Justice League som også var en superheltegruppe bestående af forlagets mest kendte helte.
En række forfattere og tegnere har arbejdet på The Avengers op gennem årene, blandt andet Don Heck, Roy Thomas, Neal Adams, John Buscema, Steve Englehart, Sal Buscema, Jim Shooter, George Perez, Kurt Busiek og Brian Michael Bendis.